# 버디 (1984년 영화)
《버디》(영어: Birdy)는 미국에서 제작된 앨런 파커 감독의 1984년 전쟁 드라마 영화이다. 윌리엄 훠턴이 1978년에 펴낸 동명 소설이 원작이다. 매슈 모딘, 니컬러스 케이지 등이 출연하였고, 앨런 마셜이 제작에 참여하였다.
1984년 12월 12일 한정 개봉되었다. 북아메리카 박스 오피스 성적은 나쁜 편이었으며 제작비가 1,200만 달러였던 데 반해 흥행 수익은 140만 달러에 그쳤다.

## 출연진
- 매슈 모딘 - "버디" 역
- 니컬러스 케이지 - 앨폰소 "앨" 컬럼바토 역
- 존 하킨스 - 와이스 의사/소령 역
- 샌디 배런 - 컬럼바토 씨 역: 앨의 아버지.
- 캐런 영 - 해나 로크 역
- 브루노 커비 - 필 러날디 역
- 낸시 피시 - 프리보스트 부인 역
- 조지 벅 - 버디의 아버지 역
- 덜로리스 세이지 - 버디의 어머니 역
- 제임스 샌티니 - 마리오 컬럼바토 역
- 모드 윈체스터 - 도리스 로빈슨 역
- 마셜 벨 - 론스키 역
- 샌드라 벨 - 셜리 역
- 빅토리아 네코 - 클레어 역
- 크리스털 필드 - 컬럼바토 부인 역: 앨의 어머니.

## 기타 제작진
- 배역: 줄리엣 테일러
- 미술: 제프리 커클런드
- 의상: 크리스티 지애

## 우리말 녹음
KBS 성우진 (1993년 9월 26일)
- 오세홍 - 버디(매슈 모딘)
- 이정구 - 앨(니컬러스 케이지)
- 나수란 - 프리보스트(낸시 피시)
- 김정미 - 앨의 엄마(크리스털 필드)
- 한상덕 - 앨의 아버지(샌디 배런)
- 문영래 - 버디의 아버지(조지 벅)
- 최옥희 - 버디의 엄마(덜로리스 세이지) / 한나(캐런 영)
- 유해무 - 와이스(존 하킨스)
- 홍시호 - 러날디(브루노 커비)
- 김양희 - 도리스(모드 윈체스터) / 셜리(샌드라 벨)
- 문관일 - 경찰(윌리엄 클라크)
- 송덕희 - 앨의 동생(제임스 샌티니) / 클레어(빅토리아 네코)